# Neuental
Neuental è un comune tedesco di 3 014 abitanti situato nel land dell'Assia.